# Rakı

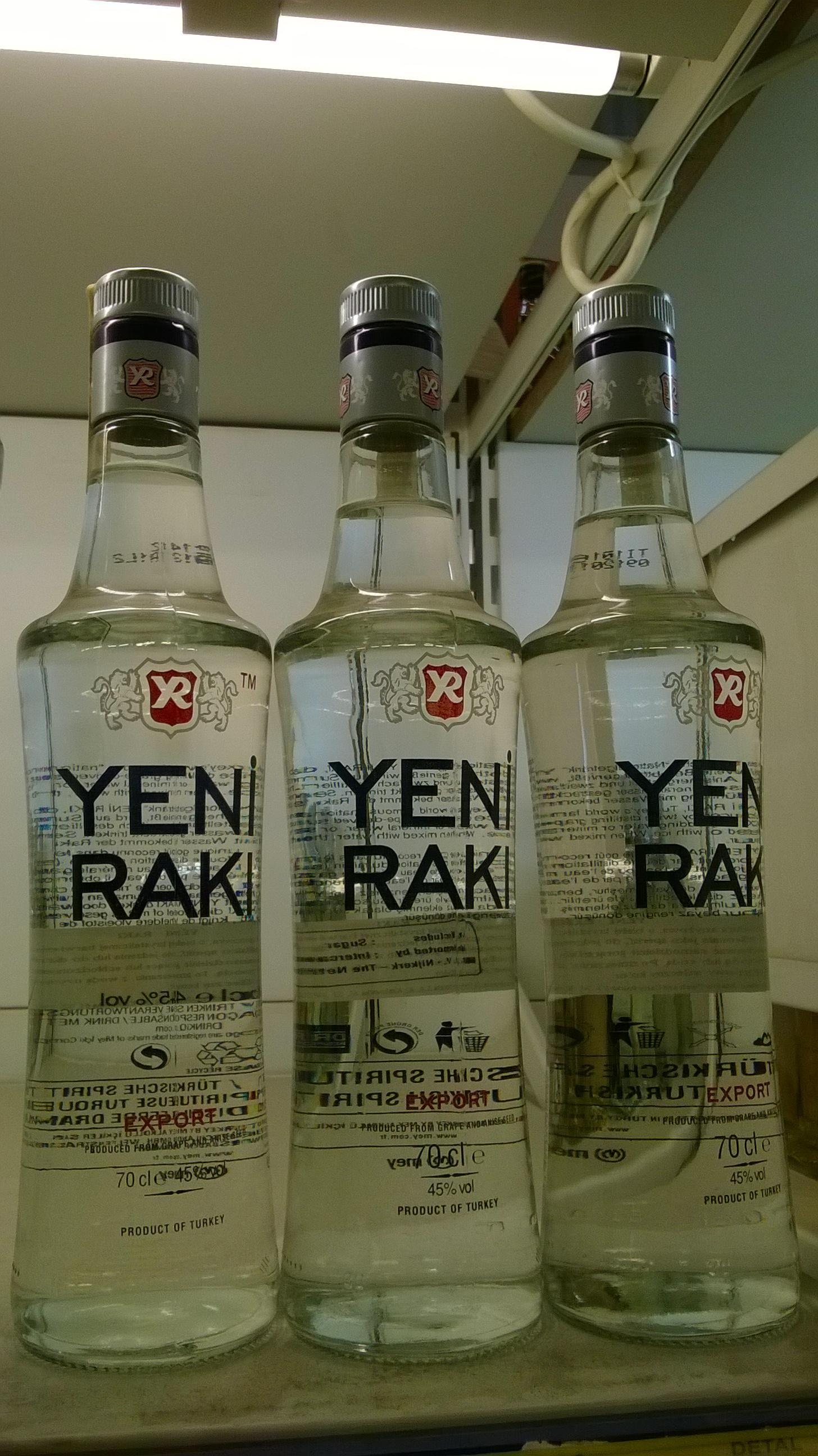
Yeni Rakı

Rakı [[raˈkɯ] ⓘ] ist ein türkisches Nationalgetränk, aus Weintrauben oder Rosinen gebrannter Anisée mit Anissamen zur Aromatisierung.
Die Früchte werden reif geerntet, getrocknet, vergoren und destilliert. Anschließend wird Anis zugesetzt und ein weiteres Mal destilliert. Der klare Schnaps hat einen Alkoholgehalt von 40 bis 50 Vol.-%, der Geschmack ist lakritzähnlich. Die bekanntesten Sorten sind Yeni Rakı und der als besonders aromatisch geltende Tekirdağ Rakısı aus dem traditionsreichen Weinbaugebiet der Region Tekirdağ. Seit der Aufhebung des staatlichen Monopols (türkisch: „Tekel“ und gleichzeitig Name der staatlichen Herstellerfirma, die neben Alkoholika auch Zigaretten produziert) für Tabak- und alkoholische Genusswaren in der Türkei gelangen vermehrt neue Marken in den Handel. Weitere bekannte Marken sind İzmir, Altınbaş, Kulüp, Burgaz, Mercan, Efe, Sari Zeybek und Beylerbeyi. Mit dem Einzug vieler weiterer Marken und Sorten wurden auch die Herstellungsmethoden verfeinert. Zwei- oder gar dreifach destillierte Rakı sind keine Seltenheit, und sogar das Lagern in Eichenfässern wird nun angewendet.

## Geschichte
Der Name des Getränks leitet sich vermutlich vom arabischen Wort araq (arabisch عرق, DMG ʿaraq, „Schweiß“, vgl. Arak und Arrak) ab. Rakı wird seit dem 15. Jahrhundert erwähnt. Ausgehend von seinem Ursprung in Kleinasien wurde er sowohl von der griechischen als auch von der türkischen Bevölkerung im Osmanischen Reich gebrannt und dann im Mittelmeerraum verbreitet. Vom griechischen Ouzo über den Balkan bis zum französischen Pastis sind Varianten des Rakı bis heute beliebt.
Seit dem Machtantritt der religiös argumentierenden Regierung Erdoğan im Jahr 2003 verteuerte sich das Getränk bis 2018 um 500 Prozent; zwei Drittel des Preises sind Steuern. Der Verkauf ging zurück. Der Konsum jedoch nahm immer mehr zu durch die Herstellung zuhause. Der Steuerverlust beträgt jedes Jahr ungefähr 1,5 Milliarden Dollar laut der Zeitung Cumhuriyet.

## Servieren
Rakı wird nicht nur als Aperitif, sondern auch als Begleiter zum Essen, mit Wasser verdünnt oder/und auf Eis getrunken. Beim Vermischen mit Wasser oder durch starkes Kühlen erhält das Getränk durch den Louche-Effekt sein typisches milchig-trübes Aussehen, weswegen es von Einheimischen auch „aslan sütü“ (Löwenmilch) genannt wird.
Rakı wird meist in (oft gefrosteten) sogenannten Rakı-Gläsern angeboten, die schlanken hohen Longdrink-Gläsern ähneln. Am üblichsten ist es, zunächst den Schnaps zwei bis drei Fingerbreit einzufüllen, dann ebenso viel Wasser hinzuzufügen (nicht umgekehrt!) und schließlich gegebenenfalls noch etwas Eis hinzuzugeben. Ihn pur (ohne Wasser oder Eis) zu trinken, gilt in der Türkei zwar als alternative Variante, ist aber eher unüblich. Gerade in den Szene-Bars in der Türkei hat sich Rakı mittlerweile aber auch als Basis für Longdrinks und Cocktails etabliert. Klassiker wie Caipirinha oder Mojito erhalten durch Beimischung von Rakı eine Anis-Note.

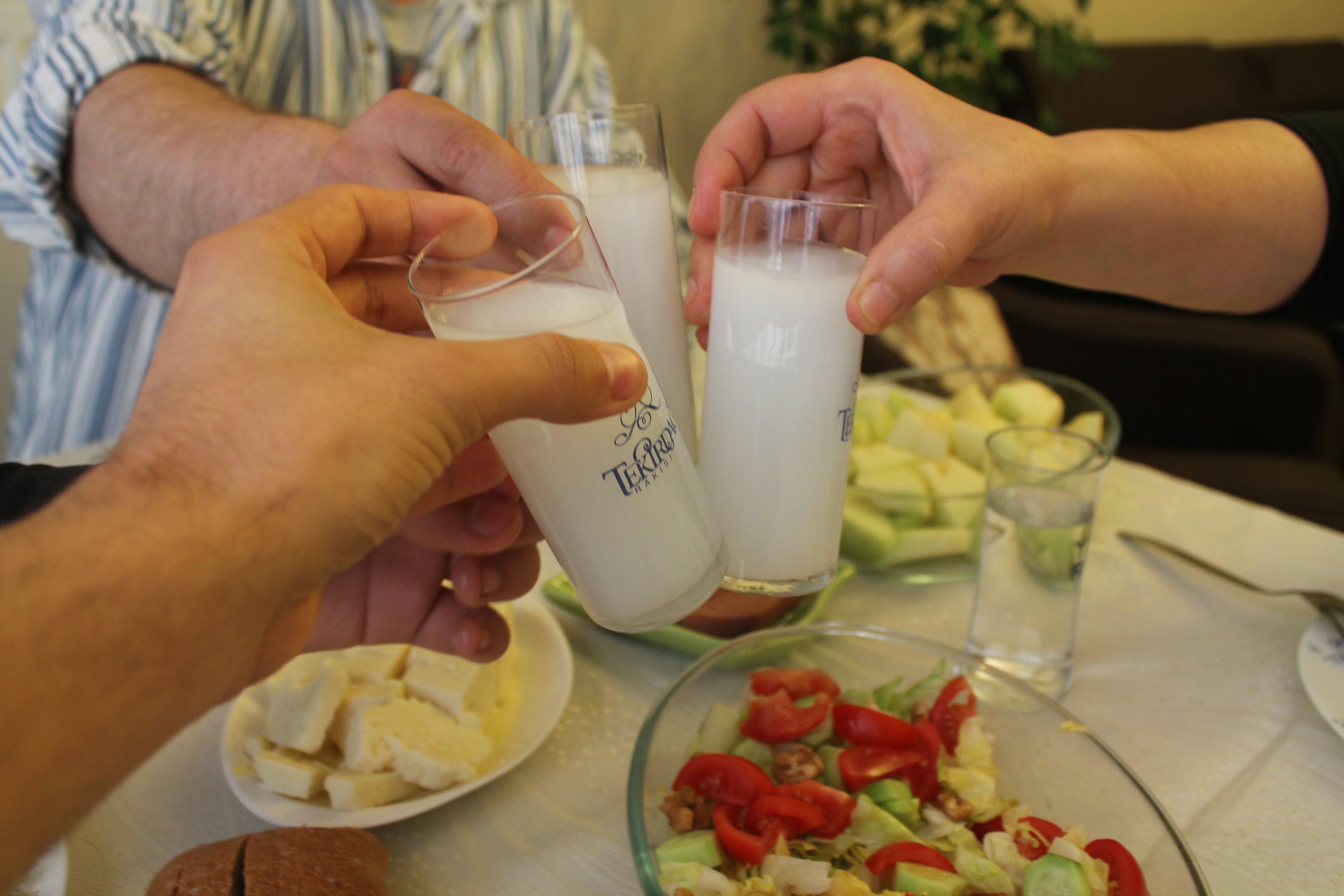
Rakı mit Wasser

Rakı alleine zu trinken, gilt in der Türkei als Zeichen von Einsamkeit. Vielmehr wird in der Regel gemeinsam getrunken, wobei der älteste Mann am Tisch die Gläser füllt. Ein besonderes Erlebnis ist die Teilnahme an einer traditionellen Rakı sofrası, einer meist festlichen Rakıtafel, bei der zahllose kalte und warme Vorspeisen (Meze) zur gemeinsamen Bedienung auf dem Tisch bereitstehen und bei der stundenlang gegessen, getrunken und geplaudert wird, oft auch unter Begleitung von türkischer Volks- oder Kunstmusik.

## Aussprache
Im deutschen Sprachraum wird Rakı oft mit einem hellen i (wie „Igel“) ausgesprochen. Das im deutschen Alphabet nicht enthaltene „ı“ wird auf Türkisch jedoch als ungerundeter geschlossener Hinterzungenvokal ausgesprochen; siehe hierzu auch Türkisches Alphabet. Im Deutschen wird das Wort auch oft mit Betonung auf der ersten Silbe ausgesprochen, aber im Türkischen ist die Betonung auf der zweiten Silbe.